# Гончаренко, Олег Моисеевич
Олег Моисеевич Гончаренко (укр. Олег Мойсейович Гончаренко; 1922—1995) — участник Великой Отечественной войны, командир дивизиона 272-го гвардейского миномётного полка реактивной артиллерии,  (6-го гвардейского танкового корпуса, 3-й гвардейской танковой армии, 1-го Украинского фронта), гвардии капитан. Герой Советского Союза.

## Биография
Родился 21 января 1922 года в с. Беляево, ныне Врадиевского района Николаевской области Украины, в семье крестьянина. Украинец.
Окончил 10 классов школы. Работал секретарем комсомольской организации колхоза «Черноморская коммуна».
В Красной Армии с 1940 года. В 1941 году окончил Краснодарское миномётное училище. Член ВКП(б)/КПСС с 1942 года.
В боях Великой Отечественной войны с октября 1941 года. Командир дивизиона 272-го гвардейского минометного полка гвардии капитан Олег Гончаренко в боях при форсировании реки Висла южнее г. Сандомир (Польша) в ночь на 1 августа 1944 года организовал переправу минометных батарей через реку на самодельных плотах, а затем выдвинул их в боевые порядки передовых стрелковых подразделений и открыл огонь по противнику. 6-7 августа его дивизион отразил 15 вражеских контратак, подавив артиллерийскую батарею, 5 пулеметов и уничтожив много гитлеровцев.
В дальнейшем принимал участие в штурме Берлина и Праги. После войны продолжал воинскую службу в Центральной группе войск на территории Австрии.
После войны О. М. Гончаренко продолжил службу в Советской Армии на территории Австрии. В марте 1947 года уволен в запас. Вернулся на родину.
В 1947 году переехал в город Кривой Рог, где начал работать на Криворожском металлургическом заводе газовщиком доменного цеха.
С 1955 года в Волгограде. Работал сталеваром электроплавильного цеха металлургического завода «Красный Октябрь». В 1972 году вышел на пенсию.
Скончался 19 ноября 1995 года.

## Награды
- Звание Героя Советского Союза присвоено 23 сентября 1944 года.
- Награждён орденами Ленина, Красного Знамени, Александра Невского № 41009, Отечественной войны 1 и 2 степеней, Красной Звезды, а также медалями.

## Память
- На Аллее Славы во Врадиевке установлены мемориальные доски землякам — Героям Советского Союза, среди которых есть Гончаренко.[4]